# Hennessey Venom F5
Hennessey Venom F5 – hipersamochód produkowany pod amerykańską marką Hennessey od 2020 roku. 

## Historia i opis modelu

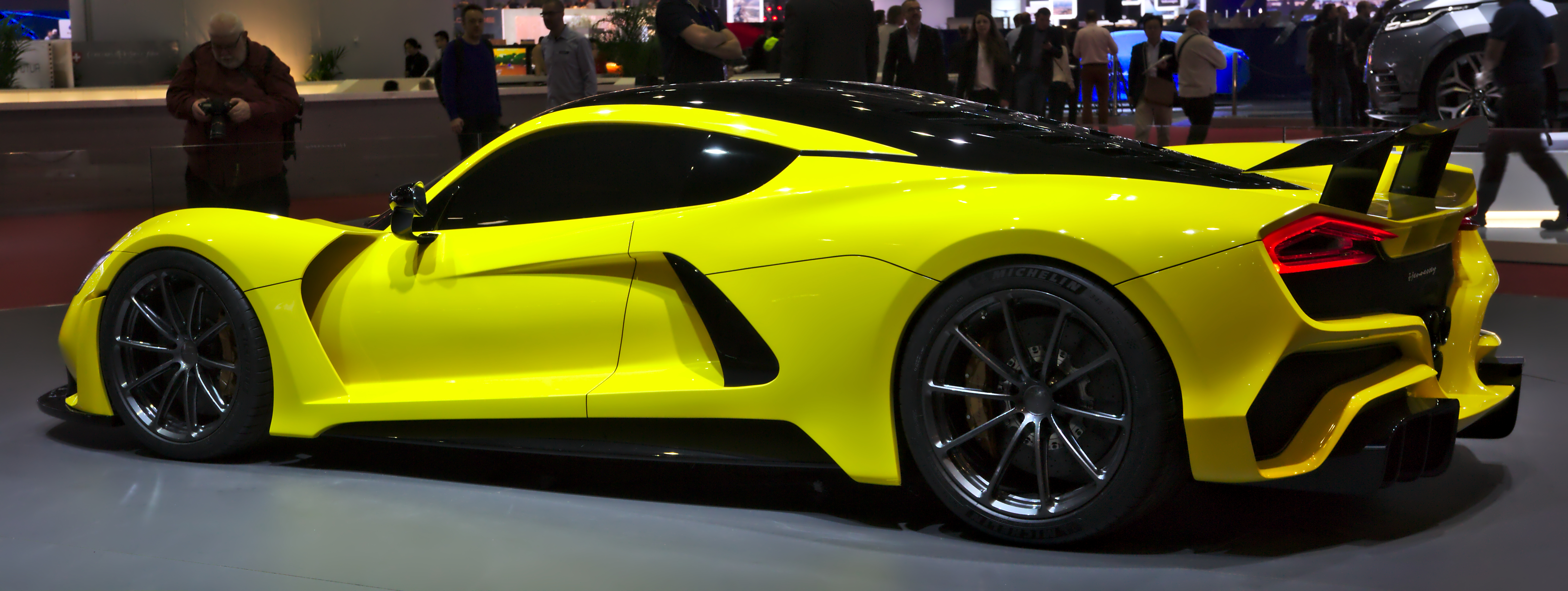
Hennessey Venom F5 - tył

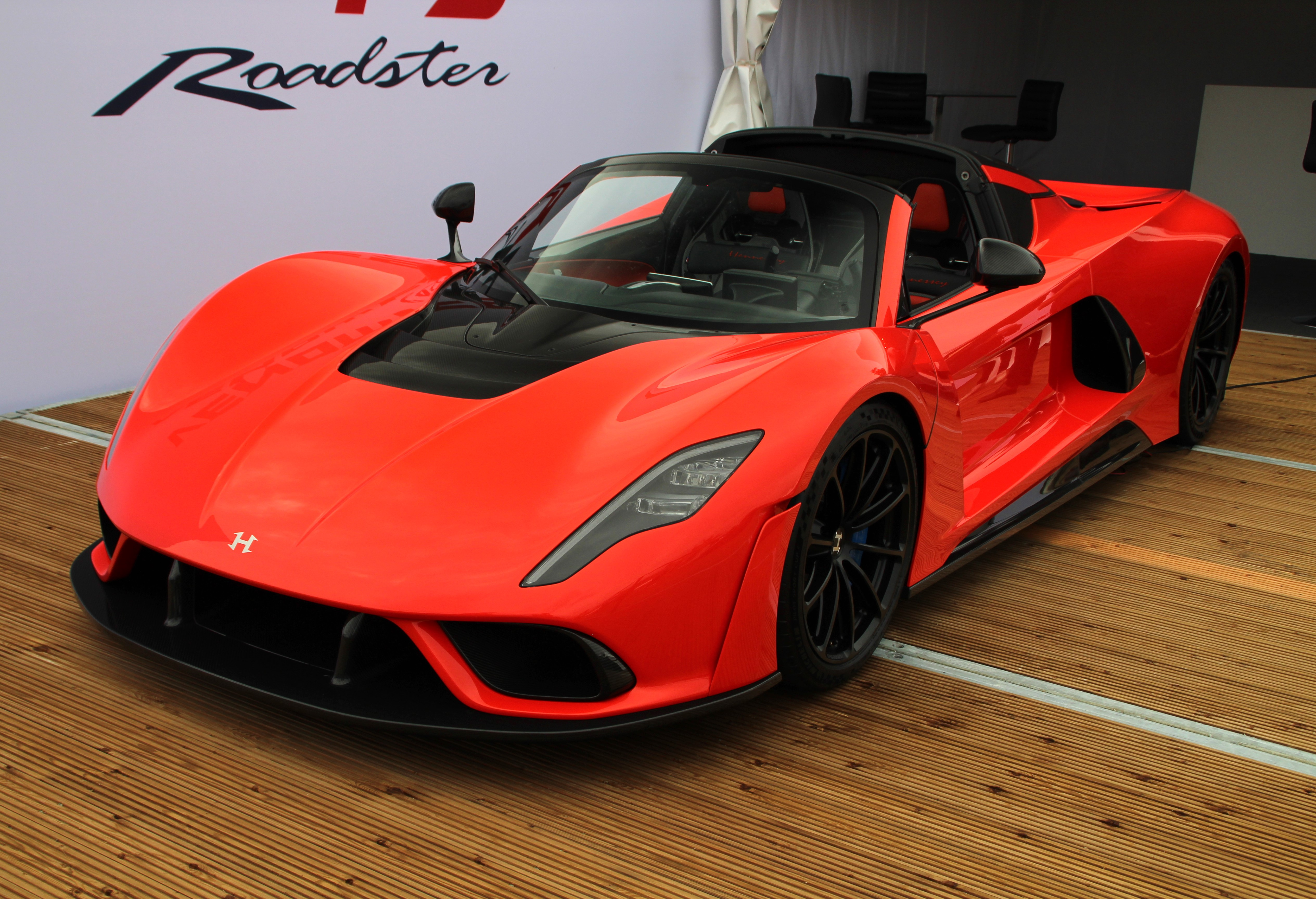
Hennessey Venom GT Roadster

Podczas SEMA Show w amerykańskim Las Vegas w listopadzie 2017 roku Hennessey przedstawił prototyp drugiego pojazdu firmowanego swoją marką, a także pierwszego zbudowany całkowicie jako samodzielna konstrukcja. Model Venom F5 zastąpił dotychczasowego Venoma GT, przyjmując proporcje nadwozia z licznymi wlotami powietrza optymalizującymi aerodynamiczne właściwości pojazdu.
Produkcyjna, ostateczna wersja Venoma F5 została przedstawiona 3 lata po premierze prototypu, w grudniu 2020 roku. W stosunku do niego, samochód przeszedł kosmetyczne zmiany wizualne, za to pod kątem technicznym zachował ten sam silnik V8 o pojemności 6,6-litra i mocy 1817 KM. Hennessey wyraził chęć pobicia rekordu prędkości Venomem F5.
Początkowo samochód przyjął postać 2-drzwiowego coupe, z kolei w sierpniu 2022 zaprezentowana została także odmiana ze składanym dachem typu roadster o nazwie Hennessey Venom GT Roadster. Producent określił za cel uczynienie tego modelu najszybszym samochodem z otwieranym dachem.

### Sprzedaż
Seryjna, limitowana produkcja Venoma F5 rozpoczęła się w grudniu 2020 roku. Producent planuje opracować łącznie 24 egzemplarze supersamochodu. Cena jednego egzemplarza wynosi równowartość 6 milionów złotych. Dostawy egzemplarzy do klientów rozpoczęły się w 2021 roku.

### Silnik
- V8 6.6l TwinTurbo 1817 KM